# Дмитриево (Горловское сельское поселение)
Дмитриево — село в Скопинском районе Рязанской области России, входит в состав Горловского сельского поселения.

## География
Село расположено на берегу реки Вёрда в 5 км на северо-восток от центра поселения села Горлово и в 41 км на запад от райцентра города Скопин.

## История
В 1856 году священником села Горлово Павлом Феодоровичем Мизеровым куплена была деревянная церковь на его же собственный капитал, которая в 1858 году и поставлена была в дер. Дмитриевское (Горловские выселки) в качестве кладбищенской, с устроением в ней престола в честь Архистратига Божия Михаила. В 1859 году по указу Священного Синода от 29 октября за № 1.115 обращена в приходскую. Кирпичная Архангельская церковь была построена в конце XIX века, в 1930-е годы колокольню снесли, храм закрыли, позже здание использовалось как зернохранилище.
В XIX — начале XX века село входило в состав Горловской волости Скопинского уезда Рязанской губернии. В 1906 году в селе был 241 двор.
С 1929 года село являлось центром Дмитриевского сельсовета Горловского района Рязанского округа Московской области, с 1937 года — в составе Рязанской области, с 1959 года — в составе Горловского сельсовета Скопинского района, с 2005 года — в составе Горловского сельского поселения.

## Население
| 1859 | 1897  | 1906  | 2010 |
| ---- | ----- | ----- | ---- |
| 1025 | ↘1024 | ↗1812 | ↘38  |

## Достопримечательности
В селе расположена недействующая Архангельская церковь (1910).